# Евтушенко, Анатолий Николаевич
Анатолий Николаевич Евтушенко (род. 1 сентября 1934, Горловка) — советский гандболист, тренер. Заслуженный тренер СССР по гандболу. Более 20 лет возглавлял мужскую сборную СССР по гандболу, дважды приведя её к золоту Олимпийских игр (1976, 1988), а также к золоту чемпионата мира (1982).

## Биография

### Карьера игрока
В качестве игрока был чемпионом СССР и дважды — серебряным призёром. Мастер спорта СССР.

### Карьера тренера
В качестве тренера МАИ 6 раз (1968, 1970, 1971, 1972, 1974, 1975) привёл клуб к чемпионству, 7 раз (1969, 1973, 1976, 1977, 1978, 1979, 1980) привёл клуб к серебру и один раз (1987) — к бронзе.
В 1968 году студенческая сборная СССР под руководством А. Евтушенко стала чемпионом мира.
В 1969—1990 годах возглавлял сборную СССР, которая под его руководством страны стала олимпийским чемпионом Монреаля-1976 и Сеула-1988, серебряным призёром московской олимпиады 1980 года. Сборная СССР была чемпионом мира 1982 года и серебряным призёром чемпионата мира 1978 года и чемпионата мира 1990 года.
Автор книги «С мячом в руке» (1986).
Работавший с ним в паре на Олимпиаде в Мюнхене Борис Акбашев утверждал, что Анатолий Николаевич никогда не понимал гандбол и мог тренировать только московские команды.

### После 1990 года
После распада СССР работал в Германии с клубом «Мильбертсхофен» в сезоне 1992/93. Привёл команду к серебру национального первенства и вывел её в финал Кубка ИГФ.
Работая в Кувейте, он привёл сборную к победе на чемпионате Азии и получению путёвки на Олимпиаду-1996.
В Австрии он работал с клубом «Хипо Нидеростеррайх» и женской сборной страны.

## Награды
В 1976 году он получил звание «Заслуженный тренер СССР», тогда же был награждён золотой медалью союзного спорткомитета «Лучшему тренеру страны». Тренер Евтушенко имеет учёную степень кандидата педагогических наук.